# Князево (Архангельський район)
Кня́зево (рос. Князево, башк. Князев) — присілок у складі Архангельського району Башкортостану, Росія. Входить до складу Ірникшинської сільської ради.
Населення — 20 осіб (2010; 22 в 2002).
Національний склад:
- росіяни — 86 %